# Waldemar Young
Waldemar Young (Salt Lake City, 1º luglio 1878 – Hollywood, 30 agosto 1938) è stato uno sceneggiatore statunitense Dal 1917 al 1938, lavorò a oltre ottanta film.
Era pronipote di Brigham Young, secondo presidente della Chiesa Mormone e fratello dello scultore Mahonri Young.

## Filmografia
- The Car of Chance, regia di William Worthington (1917)
- The Clean-Up, regia di William Worthington (1917)
- The Show Down, regia di Lynn F. Reynolds (1917)
- A Stormy Knight, regia di Elmer Clifton (1917)
- Flirting with Death, regia di Elmer Clifton (1917)
- The Man Trap, regia di Elmer Clifton (1917)
- The High Sign, regia di Elmer Clifton (1917)
- New Love for Old, regia di Elsie Jane Wilson (1918)
- The Flash of Fate, regia di Elmer Clifton (1918)
- Brace Up, regia di Elmer Clifton (1918)
- Fast Company, regia di Lynn Reynolds (1918)
- La bestia nera (The Wicked Darling), regia di Tod Browning (1919)
- Il predone di Megdelane (The Millionaire Pirate), regia di Rupert Julian (1919)
- Them Eyes, regia di Ben F. Wilson - cortometraggio (1919)
- The Little White Savage, regia di Paul Powell (1919)
- A Taste of Life, regia di John Francis Dillon (1919)
- The Light of Victory, regia di William Wolbert (1919)
- The Fire Flingers, regia di Rupert Julian (1919)
- The Unpainted Woman, regia di Tod Browning (1919)
- Pretty Smooth, regia di Rollin S. Sturgeon (1919)
- The Spitfire of Seville, regia di George Siegmann (1919)
- A Petal on the Current, regia di Tod Browning (1919)
- The Sundown Trail, regia di Rollin S. Sturgeon (1919)
- Bonnie Bonnie Lassie, regia di Tod Browning (1919)
- Sogno e realtà (Suds), regia di John Francis Dillon (1920)
- The Inferior Sex, regia di Joseph Henabery (1920)
- The Girl in the Web, regia di Robert Thornby (1920)
- The Off-Shore Pirate, regia di Dallas M. Fitzgerald (1921)
- Giovinezza (Experience), regia di George Fitzmaurice (1921)
- Cappy Ricks, regia di Tom Forman (1921)
- A Prince There Was, regia di Tom Forman (1921)
- Our Leading Citizen, regia di Alfred E. Green (1922)
- If You Believe It, It's So, regia di Tom Forman (1922)
- Sabbie ardenti (Burning Sands), regia di George Melford (1922)
- Java Head, regia di George Melford (1923)
- You Can't Fool Your Wife, regia di George Melford (1923)
- Salomy Jane, regia di George Melford (1923)
- Poisoned Paradise, regia di Louis J. Gasnier (1924)
- The Hill Billy, regia di George W. Hill (1924)
- Dorothy Vernon of Haddon Hall, regia di Marshall Neilan (1924)
- The Dixie Handicap, regia di Reginald Barker (1924)
- Frontiera d'anime (The Great Divide), regia di Reginald Barker (1925)
- Il trio infernale (The Unholy Three), regia di Tod Browning (1925)
- The Mystic, regia di Tod Browning (1925)
- Il corvo (The Blackbird), regia di Tod Browning (1926)
- The Flaming Forest, regia di Reginald Barker (1926)
- Il padiglione delle meraviglie (The Show), regia di Tod Browning (1927)
- Women Love Diamonds, regia di Edmund Goulding (1927)
- Lo sconosciuto (The Unknown'), regia di Tod Browning (1927)
- Il fantasma del castello (London After Midnight), regia di Tod Browning (1927)
- La sete dell'oro (The Trail of '98), regia di Clarence Brown (1928)
- La grande città (The Big City), regia di Tod Browning (1928)
- La serpe di Zanzibar (West of Zanzibar), regia di Tod Browning (1928)
- L'ondata dei forti (Tide of Empire), regia di Allan Dwan (1929)
- Vendetta d'oriente (Where East Is East), regia di Tod Browning (1929)
- When Caesar Ran a Newspaper, regia di Walter Graham - cortometraggio (1929)
- Dear Vivian, regia di Raymond Kane - cortometraggio (1929)
- Sally, regia di John Francis Dillon (1929)
- Ladies Love Brutes, regia di Rowland V. Lee (1930)
- The Girl of the Golden West, regia di John Francis Dillon (1930)
- La beffa dell'amore (Chances), regia di Allan Dwan (1931)
- Penrod and Sam, regia di William Beaudine (1931)
- Compromised, regia di John G. Adolfi (1931)
- The Miracle Man, regia di Norman Z. McLeod (1932)
- Ala infranta (Sky Bride), regia di Stephen Roberts (1932)
- Peccatori (Sinners in the Sun), regia di Alexander Hall (1932)
- Amami stanotte (Love Me Tonight), regia di Rouben Mamoulian (1932)
- Il segno della croce (The Sign of the Cross), regia di Cecil B. De Mille (1932)
- L'isola delle anime perdute (Island of Lost Souls), regia di Erle C. Kenton (1932)
- Papà cerca moglie (A Bedtime Story), regia di Norman Taurog (1933)
- Come On, Marines!, regia di Henry Hathaway (1934)
- Uomini in bianco (Men in White), regia di Richard Boleslavsky (1934)
- Cleopatra, regia di Cecil B. De Mille (1934)
- I lancieri del Bengala (The Lives of a Bengal Lancer), regia di Henry Hathaway (1935)
- I crociati (The Crusades), regia di Cecil B. De Mille (1935)
- Sogno di prigioniero (Peter Ibbetson), regia di Henry Hathaway (1935)
- Desiderio (Desire), regia di Frank Borzage (1936)
- Poppy, regia di A. Edward Sutherland (1936)
- La conquista del West (The Plainsman), regia di Cecil B. DeMille (1936)
- Man-Proof, regia di Richard Thorpe (1938)
- Arditi dell'aria (Test Pilot), regia di Victor Fleming (1938)